# Tia Șerbănescu
Tia Șerbănescu (n. 24 octombrie 1945 la Sărățeni, Ialomița) este o prozatoare și jurnalistă română.
A lucrat la „România Liberă”, „Cotidianul” și „Curentul”.

## Biografie
A fost absolventă a Facultății de Limba și Literatura Română a Universității din București (1968). A lucrat la ziarul „România Liberă”.
A fost exclusă din PCR în anul 1989. A lucrat la ziarele: „Cotidianul”, „Curentul”.
În 2017, luna publică pentru „Formula AS”

## Scrieri
- 1973: Balada celor rău iubiți, București;
- 1979: Mai multe inele, București;
- 1983: Muntele de pietate, București;
- 1985: Cumpărătorii, București;
- 2002: Femeia din fotografie. Jurnal 1987-1989, București.